# Pfetterhouse
Pfetterhouse je občina v departmaju Haut-Rhin francoske regije Alzacija.
Leta 1990 je v občini živelo 971 oseb oz. 68 oseb/km².